# Conversión de coordenadas horarias a coordenadas horizontales
Se trata de convertir coordenadas celestes de un tipo en otro.

## Las fórmulas
Las fórmulas para convertir las coordenadas horarias en coordenadas horizontales son:
- {\displaystyle \cos a\cdot \cos A=\sin \phi \cdot \cos \delta \cdot \cos H-\cos \phi \cdot \sin \delta }  (1)

- {\displaystyle \cos a\cdot \sin A=\cos \delta \cdot \sin H}  (2)

- {\displaystyle \sin a=\cos \phi \cdot \cos \delta \cdot \cos H+\sin \phi \cdot \sin \delta }  (3)

donde {\displaystyle a\,} es la altura, {\displaystyle A\,} es el acimut tomando el punto cardinal Sur como origen, {\displaystyle \phi \,} es la Latitud geográfica del observador, {\displaystyle \delta \,} es la declinación y {\displaystyle H\,} es el Ángulo horario. Conviene recordar que el sentido del acimut aquí definido es SWNE, de forma que la dirección Suroeste será un ángulo de 45°.

## El cálculo y resolución de ambigüedades
De la ecuación (3) se calcula mediante la función {\displaystyle \arcsin \,} la altura {\displaystyle a\,} sin ambigüedad.
Mediante la función {\displaystyle \arccos \,} de la (1) se puede calcular el acimut {\displaystyle A\,} con ambigüedad. La ambigüedad se resuelve mediante el hecho que si el astro no ha llegado al meridiano del lugar {\displaystyle H<0\,} entonces el acimut es el opuesto del calculado {\displaystyle 360-A\,}.

## Un script en Javascript
Un script de Javascript que hace esto es:
```
<SCRIPT LANGUAGE="JavaScript">
<!-- hide this script tag's contents from old browsers
function compute(form) {
    HH=eval(form.hh.value)
    HM=eval(form.hm.value)
    HS=eval(form.hs.value)
    DG=eval(form.dcg.value)
    DM=eval(form.dcm.value)
    DS=eval(form.dcs.value)
    BG=eval(form.bg.value)
    BM=eval(form.bm.value)
    BS=eval(form.bs.value)
    with (Math) { 
	<!--Datos entrada-->
	H=HH+HM/60+HS/3600
	<!--Declinación-->
        DC=DG+DM/60+DS/3600
	<!--latitud-->
	LT=BG+BM/60+BS/3600
	H = H * 15
	R =180/PI
	AL=asin(sin(DC/R)*sin(LT/R)+cos(DC/R)*cos(LT/R)*cos(H/R))
	AZ=acos((-sin(DC/R)*cos(LT/R)+sin(LT/R)*cos(DC/R)*cos(H/R))/cos(AL))
	AZ = AZ * R
	if (sin(H / R) < 0) {
		AZ = 360 - AZ
		}
	<!--conversion a gms del acimut-->
	AZG=floor(AZ);
	AZM=floor((AZ - floor(AZ)) * 60)
	AZS=((AZ -floor(AZ)) * 60 - AZM) * 60
	AL=AL*R;
	<!--conversion a g.ms de la altura-->
	D = abs(AL);
	if (AL>0) {
		ALG=floor(D)
		} else {
		ALG=(-1)*floor(D)
		}
	ALM=floor((D - floor(D)) * 60)
	ALS = ((D - floor(D)) * 60 - ALM) * 60
	if (AL<0) {
		ALM=-ALM;
		ALS=-ALS;
		}
    }
    form.acimut.value=AZ;
    form.azg.value =AZG;
    form.azm.value =AZM;
    form.azs.value =AZS;
    form.altura.value=AL;
    form.alg.value =ALG;
    form.alm.value =ALM;
    form.als.value =ALS;
    
     
}
// done hiding from old browsers -->
</SCRIPT>

```